# Kamienica przy ulicy Piotra Michałowskiego 3 w Krakowie
Kamienica przy ulicy Piotra Michałowskiego 3 – zabytkowa  kamienica znajdująca się w Krakowie, w dzielnicy I przy ulicy Piotra Michałowskiego, na Piasku.
Kamienica została wzniesiona w latach 1898–1899, według projektu architekta Kazimierza Zielińskiego. W 1950 roku odbył się remont budynku.
7 lutego 1986 kamienica została wpisana do rejestru zabytków. Znajduje się także w gminnej ewidencji zabytków.